# 贝加德特拉
贝加德特拉，是西班牙卡斯蒂利亚-莱昂萨莫拉省的一个市镇。 总面积44平方公里，总人口496人（2001年），人口密度11人/平方公里。